# ウィンナーモービル
ウィンナーモービル、ウィーナーモービル (Wienermobile )は、アメリカ合衆国の食品会社オスカー・マイヤーの販売促進および広告のためのホットドッグの形をしたライトバン。1936年、オスカー・マイヤー社長の甥のカール・G・マイヤーにより初代ウィーナーモービルが作られ、何度も形を変えながら現在もオスカー・マイヤー社で使用されている。ウィーナーモービルの運転手はホットドッガーズと呼ばれ、しばしばウィーナーモービルの形をしたおもちゃの笛、ウィーナーホイッスルを配布する。

## 歴史
1936年に誕生したカール・マイヤーの初代ウィーナーモービルから、現在走行中の現役車まで発展してきた。第二次世界大戦中はガソリンが配給制になったため操業されなかったが、1950年代、オスカー・マイヤーと車体メーカーのガーステンスレイガー社はダッジやウィリスのジープの車体を使用して何台かのウィーナーモービルを作った。それらのうちの1台がミシガン州ディアボーンのヘンリーフォード博物館に展示されている。これらのウィンナーモービルは『リトル・オスカー』と呼ばれていた運転手により店舗、学校、孤児院、子供病院を訪問したり、パレードやフェスティバルに参加したりした。
1969年、シボレーの車体を使い、フォード・サンダーバードのテールライトを特徴とした新しいウィーナーモービルが作られた。1969年版は海外に渡航した最初のウィーナーモービルとなった。1976年、再度シボレーの車体を用い、プラスチック・プロダクト社がガラス繊維と発泡スチロールを用いて新車を作成した。
1988年、オスカー・マイヤーはホットドッガープログラムを開始。大学新卒者が全米各地および海外でウィンナーモービルの運転手として雇われた。新しいホットドッガーズのために、スティーヴンス・オートモーティヴ・コーポレーションと業界で著名なデザイナーブルックス・スティーヴンスが改造したシボレーのバンを使い、高速に耐え得る6台のウィーナーモービルを製造した。
1995年版では長さ27フィート (8.2 m)、高さ11フィート (3.4 m)となった。2004年版では音声起動できるカーナビゲーションとワイヤレス・マイク付きの音響システム、ケイジャン、ラップ、ボサノヴァなど21種類のウィーナー・ジングルを鳴らすことができる警笛を搭載し、ヒストリーのドキュメンタリー
『アメリカ人は何を食べてきたのか』によると4代目ポンティアック・ファイヤーバードのテールライトを使用している。
2004年、オスカー・マイヤーがウィーナーモービルを1日自由に運転できる権利を懸賞にかけると、1ヶ月の応募総数は15,000を越えた。
現在8台のウィーナーモービルが走行中である。
| 年   | 製造者                                                                                      | 車体 | エンジン                    |
| ---- | ------------------------------------------------------------------------------------------- | --- | --------------------------- |
| 1936 | ジェネラル・ボディ・カンパニー (イリノイ州シカゴ)                                           | 車体から製造                                                                                                | N/A                         |
| 1952 | ガーステンスレイガー (オハイオ州ウースター)                                                 | ダッジの車体                                                                                                | N/A                         |
| 1958 | ブルックス・スティーヴンス                                                                  | ウィリスのジープの車体                                                                                      | N/A                         |
| 1969 | オスカー・マイヤー (ウィスコンシン州マディソン)                                             | シボレーの車体、フォード・サンダーバードのテールライト                                                      | V6エンジン                  |
| 1975 | プラスチック・プロダクト (ウィスコンシン州ミルウォーキー)                                   | ガラス繊維と発泡スチロールで1969年版を改造                                                                  | V6エンジン                  |
| 1988 | スティーヴンス・オートモーティヴ・コーポレーション (ウィスコンシン州ミルウォーキー)         | シボレーのバンの車体、フォード・サンダーバードのテールライト                                                | V6エンジン                  |
| 1995 | ハリー・ベントリー・ブラッドリーからカーリン・マニュファクチュア (カリフォルニア州フレズノ) | ポンティアック・グランダムのヘッドライト、 ポンティアック・トランザムのテールライトを使用し独自に車体を製造 | N/A                         |
| 2000 | クラフツメン・インダストリーズ (ミズーリ州セントチャールズ)                                 | いすゞ・エルフ(GMC Wシリーズ)の車体                                                                         | 5700 ボーテック V8          |
| 2001 | クラフツメン・インダストリーズ (テキサス州サンアントニオ)                                   | ダッジ・ラム(RAM 1500シリーズ)の車体、フリップト・アクセル                                                  | 5.2L マグナム V8            |
| 2004 | プロトタイプ・ソース (カリフォルニア州サンタバーバラ)                                       | いすゞ・エルフ(GMC Wシリーズ)の車体、ポンティアック・ファイヤーバードのテールライト                         | 6.0L 300–5700 ボーテック V8 |
| 2008 | プロトタイプ・ソース (カリフォルニア州サンタバーバラ)                                       | ミニ クーパー S                                                                                             | 1.6L スーパーチャージド I-4 |

出典: オスカー・マイヤー 

## 運転手
現在8台のウィンナーモービルが走行中で、うち6台がフルサイズのファミリア・モデル、1台はミニ、もう1台はフード・トラックであり、それぞれが全米各地に赴いている。『ホットドッガー』と呼ばれる運転手達の応募資格は卒業見込みのある大学4年生のアメリカ国民であることで、6月1日から翌年の6月1日まで続く。現役のホットドッガーとオスカー・マイヤーの求人担当者が次年度のホットドッガーの募集のため全米の大学を訪れる。毎年平均2,000通の応募があり、3月に最終選考に残った30名はクラフトフーヅとオスカー・マイヤーの本社のあるウィスコンシン州マディソンに面接に行く。6台のウィーナーモービル1台につき2名まで乗れるため、12名が選考される。これまでのホットドッガー経験者は総計約300名である。アメリカ合衆国下院議員のポール・ライアンはホットドッガーではなかったが、夏季のクラフトの販売員のアルバイトの際に1度だけウィーナーモービルを運転したことがあると報じられている。

## おもちゃ
ウィーナーモービルのおもちゃやミニチュアは何年も作られており、ホットウィールは過去にダイカストで2種類のミニカーを製造している。

## オリジナルのナンバープレート
ウィンナーモービルでは以下のオリジナルのナンバープレートが使用されている。
- YUMMY (おいしい)
- OURDOG (我等のホットドッグ)
- BIG BUN (大きなバンズ)
- LIL LINK (小さなソーセージ)
- OH I WISH (私は願う)
- WEENR (ウィーナー)
- WNR MBLE (ウィーナーモービル)
- BOLOGNA (ボローニャ)
- RELSHME（レリッシュ・ミー[4]）
- OSCRMYR (オスカー・マイヤー)

## 事件および事故など
1997年、マサチューセッツ州ボストンで、ラッシュ時のストロウ通りをボストン中心部に向かうウィーナーモービルの運転手が、高さ10フィート (3.0 m)の横断歩道橋の下を通過できないと判断したため緊急停止した。写真ではウィーナーモービルを道路の端に寄せて救援を待つ運転手が見られる（スライドショーの写真9）。
2001年12月、テキサス州オースティンで、エンジンがオーバーヒートした後、構造上の欠陥により車体の脇に多数の亀裂が生じたウィーナーモービルが修理工場まで牽引された。長期間の修理の後、ウィーナーモービルは再び南西部ツアーに出発した。
2002年6月、ワシントンD.C.近郊のペンタゴン近くの商用車通行禁止道路を走行中のウィーナーモービルが警察に制止された。運転手達は職務質問を受けたが、違反切符無しで一番近い出口から出された。
2007年6月、ウィスコンシン州のナンバープレート『YUMMY』を付けたウィーナーモービルが、盗難ナンバープレートをつけて走行した容疑でアリゾナ州公安局に制止された。警官のK・ランコウはこのウィーナーモービルが他の車にスピードを落とさせているのを目にとめ、この車が公道を合法に走れるものかどうかチェックした。プレートが確かにミズーリ州コロンビアで盗まれた物であったため、警官はウィーナーモービルを止めて運転手を拘束した。代替のプレートができてきて付け直したこと、またウィーナーモービル以外の車にこのプレートが搭載されていた場合のみ盗難プレートと見なされることをオスカー・マイヤー社は警察に通知しておらず、またプレートが盗まれた車がウィーナーモービルだったことも記録されていなかったためにこの事態が起きた。運転手は疑いが晴れるとすぐに釈放された。
2007年8月9日、ウィスコンシン州の『WEENR』ナンバーのウィーナーモービルが、シカゴの目抜き通りマグニフィセント・マイルの駐車禁止区域に駐車していたことでシカゴ警察から違反切符を切られた。
2008年2月11日、ウィーナーモービルが吹雪の後のペンシルベニア州マンスフィールド郊外のアメリカ国道15号線で凍った路面を何台かの車と共にスリップし、地元メディアから注目された。けが人もなく、ウィーナーモービルも小さな傷だけで済んだ。
2009年7月17日、ウィスコンシン州マウント・プレザントのクルドサックで方向転換しようとしたところ、運転手がアクセルとブレーキを踏み間違えて家屋に突っ込み、その家のデッキを破損した。
2009年6月28日から7月19日、ウィーナーモービルはハワイ州を訪れたが、1927年に定められた、景観保護のために広告看板を厳しく取り締まる州法の遵守を強く推進する地元の団体アウトドア・サークルから厳しい批判を受けた。オスカー・マイヤーの代理人はただホットドッグが載っているだけの車に非はないと主張。景観を損ねたという損害賠償の請求は今のところされていない。
2010年6月28日、テキサス州ダイボルのランバージャック通り近辺の59号線で、暴風雨に遭い他の車に追突。ダイボル警察による違反切符はなかったが、双方の車が軽度の損傷を受けた。けが人はなかった。
テキサス州警察のショーン・マギー巡査とジェシー・スチュワート巡査はテキサス州東部の小さな町ヘンダーソンで過去20年間で2回ウィーナーモービルのスピード違反切符を切っている。

## プリマウインナー号
日本でも1988年型がプリマハムにより全国キャラバン「プリマウインナー号」用として購入されており、1992年ごろまで東京都内の幼稚園や全国各地のイベントに出向き交通安全の啓蒙活動などを行っていた。引退後は同社三重工場（三重県伊賀市）に保存されており、当初は工場見学で乗車もできたが、現在は定置され、静態保存されている。なお、定置場所の関係上、名阪国道から見ることができる。本国仕様との違いとしてはバックミラーの大型化、アンダーミラー、ハイマウントストップランプの設置などが挙げられるが、展示品からはミラーがオミットされている。